# Oscaruddelingen 2003
Oscaruddelingen 2003 var den 75. oscaruddeling, hvor de bedste film fra 2002 blev hædret af Academy of Motion Picture Arts and Sciences. Uddelingen blev afholdt 23. marts 2003 i Kodak Theatre i Los Angeles, Californien, USA. Værten var Steve Martin.

## Vindere og nominerede
Vindere står øverst, er skrevet i fed.
| Bedste film - Chicago – Martin Richards, producer - Gangs of New York – Alberto Grimaldi og Harvey Weinstein, producere - The Hours – Scott Rudin og Robert Fox, producere - Ringenes Herre - De to Tårne – Barrie M. Osborne, Fran Walsh og Peter Jackson, producere - Pianisten – Roman Polanski, Robert Bunmussa og Alain Sarde, producere  | Bedste instruktør - Roman Polanski – Pianisten - Rob Marshall – Chicago - Martin Scorsese – Gangs of New York - Stephen Daldry – The Hours - Pedro Almodóvar – Tal til hende |
| Bedste mandlige hovedrolle - Adrien Brody – Pianisten som Władysław Szpilman - Nicolas Cage – Orkidé-tyven som Charlie Kaufman / Donald Kaufman - Michael Caine – Den stilfærdige amerikaner som Thomas Fowler - Daniel Day-Lewis – Gangs of New York som Bill "The Butcher" Cutting - Jack Nicholson – Rundt om Schmidt som Warren R. Schmidt | Bedste kvindelige hovedrolle - Nicole Kidman – The Hours som Virginia Woolf - Salma Hayek – Frida som Frida Kahlo - Diane Lane – Unfaithful som Constance "Connie" Sumner - Julianne Moore – Far from Heaven som Cathy Whitaker - Renée Zellweger – Chicago som Roxie Hart |
| Bedste mandlige birolle - Chris Cooper – Orkidé-tyven som John Laroche - Ed Harris – The Hours som Richard "Richie" Brown - Paul Newman – Road to Perdition som John Rooney - John C. Reilly – Chicago som Amos Hart - Christopher Walken – Catch Me If You Can som Frank Abagnale Sr.                                                         | Bedste kvindelige birolle - Catherine Zeta-Jones – Chicago som Velma Kelly - Kathy Bates – Rundt om Schmidt as Roberta Hertzel - Queen Latifah – Chicago as Matron "Mama" Morton - Julianne Moore – The Hours as Laura McGrath Brown - Meryl Streep – Orkidé-tyven som Susan Orlean |
| Bedste originale manuskript - Tal til hende – Pedro Almodóvar - Far from Heaven – Todd Haynes - Gangs of New York – Jay Cocks, Steven Zaillian og Kenneth Lonergan - My Big Fat Greek Wedding – Nia Vardalos - ...Og din mor! – Carlos Cuarón og Alfonso Cuarón                                                                                | Bedste filmatisering - Pianisten – Ronald Harwood (baseret på bogen af Władysław Szpilman) - About a Boy – Peter Hedges, Chris Weitz og Paul Weitz (baseret på bogen af Nick Hornby) - Orkidé-tyven – Charlie Kaufman og Donald Kaufman (baseret på The Orchid Thief af Susan Orlean) - Chicago – Bill Condon (baseret på skuespillet af Maurine Dallas Watkins) - The Hours – David Hare (based on romanen af Michael Cunningham)                         |
| Bedste animationsfilm - Chihiro og heksene – Hayao Miyazaki - Ice Age – Chris Wedge - Lilo & Stitch – Chris Sanders - Spirit - Hingsten fra Cimarron – Jeffrey Katzenberg - Skatteplaneten – Ron Clements | Bedste fremmedsprogede film - Fortabt i Afrika (Tyskland) – Caroline Link - Pater Amaros forbrydelse (Mexico) – Carlos Carrera - Hero (Kina) – Zhang Yimou - Manden uden fortid (Finland) – Aki Kaurismäki - Zus & Zo (Holland) – Paula van der Oest |
| Bedste dokumentar - Bowling for Columbine – Michael Moore og Michael Donovan - Daughter from Danang – Gail Dolgin og Vicente Franco - Prisoner of Paradise – Malcolm Clarke og Stuart Sender - Spellbound – Jeffrey Blitz og Sean Welch - Fugle på rejse – Jacques Perrin                                                                      | Bedste korte dokumentar - Twin Towers – Bill Guttentag og Robert David Port - The Collector of Bedford Street – Alice Elliott - Mighty Times: The Legacy of Rosa Parks – Robert Hudson og Bobby Houston - Why Can't We Be a Family Again? – Roger Weisberg og Murray Nossel |
| Bedste kortfilm - Der er en yndig mand – Martin Strange-Hansen og Mie Andreasen - Fait D'Hiver – Dirk Beliën og Anja Daelemans - J'attendrai le suivant – Philippe Orreindy og Thomas Gaudin - Inja – Steven Pasvolsky og Joe Weatherstone - Johnny Flynton – Lexi Alexander and Alexander Buono                                               | Bedste korte animationsfilm - Chubbchubbs! – Eric Armstrong - Das Rad – Chris Stenner og Heidi Wittlinger - Katedra – Tomek Baginski - Mike's New Car – Pete Docter og Roger L. Gould - Atama-yama – Kōji Yamamura |
| Bedste musik - Frida – Elliot Goldenthal - Catch Me If You Can – John Williams - Far from Heaven – Elmer Bernstein - The Hours – Philip Glass - Road to Perdition – Thomas Newman | Bedste sang - "Lose Yourself" fra 8 Mile – Musik af Eminem, Jeff Bass og Luis Resto; Tekst af Eminem - "I Move On" fra Chicago – Musik af John Kander; Tekst af Fred Ebb - "Burn It Blue" fra Frida – Musik af Elliot Goldenthal; Tekst af Julie Taymor - "The Hands That Built America" fra Gangs of New York – Musik og tekst af Bono, The Edge, Adam Clayton og Larry Mullen - "Father and Daughter" fra En vild familie – Musik og tekst af Paul Simon |
| Bedste lydredigering - Ringenes Herre - De to Tårne – Ethan Van der Ryn og Michael Hopkins - Minority Report – Richard Hymns og Gary Rydstrom - Road to Perdition – Scott A. Hecker | Bedste lyd - Chicago – Michael Minkler, Dominick Tavella og David Lee - Gangs of New York – Tom Fleischman, Eugene Gearty og Ivan Sharrock - Ringenes Herre - De to Tårne – Christopher Boyes, Michael Semanick, Michael Hedges og Hammond Peek - Road to Perdition – Scott Millan, Bob Beemer og John Patrick Pritchett - Spider-Man – Kevin O'Connell, Greg P. Russell og Ed Novick                                                                      |
| Bedste scenografi - Chicago – John Myhre og Gordon Sim - Frida – Felipe Fernández del Paso og Hania Robledo - Gangs of New York – Dante Ferretti og Francesca Lo Schiavo - Ringenes Herre - De to Tårne – Grant Major, Dan Hennah og Alan Lee - Road to Perdition – Dennis Gassner og Nancy Haigh                                              | Bedste fotografering - Road to Perdition – Conrad Hall (posthum pris) - Chicago – Dion Beebe - Far from Heaven – Edward Lachman - Gangs of New York – Michael Ballhaus - Pianisten – Paweł Edelman |
| Bedste makeup - Frida – John Jackson og Beatrice De Alba - The Time Machine – John M. Elliott Jr. og Barbara Lorenz | Bedste kostumer - Chicago – Colleen Atwood - Frida – Julie Weiss - Gangs of New York – Sandy Powell - The Hours – Ann Roth - Pianisten – Anna B. Sheppard |
| Bedste klipning - Chicago – Martin Walsh - Gangs of New York – Thelma Schoonmaker - The Hours – Peter Boyle - Ringenes Herre - De to Tårne – Michael Horton - Pianisten – Hervé de Luze | Bedste visuelle effekter - Ringenes Herre - De to Tårne – Jim Rygiel, Joe Letteri, Randall William Cook og Alex Funke - Spider-Man – John Dykstra, Scott Stokdyk, Anthony LaMolinara og John Frazier - Star Wars Episode II: Klonernes angreb – Rob Coleman, Pablo Helman, John Knoll og Ben Snow |

### Æres-Oscar
- Peter O'Toole